# Dixa binotata
Dixa binotata är en tvåvingeart som beskrevs av Edwards 1919. Dixa binotata ingår i släktet Dixa och familjen u-myggor. Inga underarter finns listade i Catalogue of Life.